# Gaia De Laurentiis
Gaia De Laurentiis, pseudonimo di Gaia Battistoni (Roma, 25 febbraio 1970), è un'attrice e conduttrice televisiva italiana.

## Biografia
Figlia di Carlo Battistoni, regista teatrale, e Lucia De Laurentiis, insegnante di pianoforte da cui ha mutuato il cognome d'arte, Gaia De Laurentiis fu studentessa al liceo francese Chateaubriand di Roma, e a 17 anni si sottopose a un provino per essere ammessa ai corsi del Piccolo Teatro di Milano dal quale uscì diplomata nel 1990.
Dopo il diploma di teatro fu Margherita nel Faust di Goethe, riadattato da Giorgio Strehler (1989-1990) e, a seguire, Clarice nell'Arlecchino di Goldoni, sempre per lo stesso regista e, nel 1991, apparve in un film Rai per la TV diretto da Carlo Carlei, Capitan Cosmo, insieme a Walter Chiari nel suo ultimo ruolo prima della morte; il film, primo esperimento cinematografico in alta definizione in Italia, uscì, tuttavia, solo due anni più tardi. Negli anni novanta ha avuto anche alcune esperienze come doppiatrice, come nella serie animata giapponese Zorro, dove presta la voce al personaggio di Lolita.
Nel 1992 esordì in televisione su Rete 4 con Senza fine, sceneggiato televisivo ritirato quasi subito dalle scene e rimesso in onda a inizio 1993 come Camilla… parlami d'amore ma chiuso di nuovo dopo due puntate, e più tardi fu su Canale 5 alla guida di Target, programma domenicale in seconda serata condotto per quattro anni fino al 1997. In seguito, oltre all'impegno di attrice teatrale, cinematografica e televisiva, come Sei forte, maestro (2000) e Io e mamma (2007), condusse l'edizione 1997-1998 di Ciro, il figlio di Target, su Italia 1.
Negli anni duemila, oltre a proseguire la sua carriera d'attrice, ha condotto nel sabato pomeriggio di Canale 5 la trasmissione Changing Rooms - Camera a sorpresa, nel 2004, mentre dal 2008 è una delle inviate per la trasmissione di Rete 4 Stranamore e conduce alcune trasmissioni per il canale della piattaforma Sky, Leonardo. È inoltre conduttrice di alcune televendite per i programmi Mediaset. Tra i suoi ultimi spettacoli, nel 2006, assieme all'attrice Valeria D'Obici, è Buonanotte mamma, tratto dall'omonimo film, sceneggiato da Marsha Norman.
Nel 2015 entra a far parte del cast della quindicesima e ultima stagione di CentoVetrine, nel ruolo di Gaia Fanizza. Nel 2016 è tra i protagonisti di due cortometraggi: Deathless, diretto da David Melani, e Stella Amore, per la regia di Cristina Puccinelli. Dal 22 febbraio 2017 torna dopo diversi anni alla conduzione televisiva presentando il programma Missione Green, in onda in seconda serata su La5. È anche attrice di teatro, portando in scena, tra l'altro, dalla stagione 2016-2017, L’inquilina del piano di sopra di Pierre Chesnot, per la regia di Stefano Artisunch e a fianco di Ugo Dighero.

## Controversie
Durante la puntata de La Domenica Sportiva del 10 novembre 2002, in cui era stata invitata in qualità di tifosa della Roma, Gaia De Laurentiis auspicò il fallimento dei rivali della Lazio, ironizzando anche sul nuovo nome che la società avrebbe dovuto adottare dopo la rifondazione ("Ciociaria 1900"). La SS Lazio, nella persona del direttore generale Massimo Cragnotti, diede mandato all'avvocato Ugo Longo di querelarla; inoltre, l'attrice ricevette minacce, telefonate anonime e insulti da parte di alcuni ultras biancocelesti (in una trasmissione radiofonica venne anche svelato il suo indirizzo privato). La domenica successiva sia il conduttore della trasmissione Massimo Caputi sia la stessa De Laurentiis, ospite della trasmissione di Maurizio Costanzo, chiesero scusa ai sostenitori della Lazio.

## Filmografia

### Cinema
- Estatico barocco, regia di Adriano Kestenholz – cortometraggio (1994)
- Cuori al verde, regia di Giuseppe Piccioni (1996)
- L'enfer vert, regia di Philippe Bensoussan – film TV (1996)
- Pulcinella, regia di Marisa Vesuviano – film TV (1996)
- Mi sei entrata nel cuore come un colpo di coltello, regia di Cecilia Calvi (1998)
- Così come la vita, regia di Roberta Orlandi (2001)
- Deathless, regia di David Melani – cortometraggio (2016)
- Stella amore, regia di Cristina Puccinelli – cortometraggio (2016)
- Apri le labbra, regia di Eleonora Ivone – cortometraggio (2019)

### Televisione
- Senza fine (poi Camilla… parlami d'amore, 1992)
- La parola ai giurati, episodio Il caso Braibanti (1995)
- Capitan Cosmo, regia di Carlo Carlei – film TV (1996)
- La donna del treno, regia di Carlo Lizzani – miniserie TV (1999)
- Sei forte, maestro – serie TV (2000-2001)
- Io e mamma, regia di Andrea Barzini – miniserie TV (2007)
- Un medico in famiglia 8 – serie TV (2013)
- Che Dio ci aiuti – serie TV, episodio 2x10 (2013)
- CentoVetrine – soap opera (2015)

## Doppiaggio

### Serie animate
- Lolita Prideaux in La leggenda di Zorro

## Programmi televisivi
- Target (Canale 5, 1993-1997)
- Ciro, il figlio di Target (Italia 1, 1997-1998)
- Premio Recanati (Rai 2, 1998)
- Su e giù (Rai 1, 1999)
- Premio Strega (Rai 1, 2002)
- Italian Music Awards (Italia 1, 2003)
- Changing Rooms - Camera a sorpresa (Canale 5, 2004)
- Nel nome del cuore (Rai 2, 2006)
- Venice Music Awards (Rai 2, 2007)
- Loftmania (Leonardo, 2008)
- Stranamore (Rete 4, 2008)
- Missione green (La5, 2017)

## Teatro
- Faust, frammenti parte prima - Margherita (1989)
- Il servitore di due padroni - Clarice (1990)
- Il seduttore di Diego Fabbri, regia di Giancarlo Sepe (1995)
- Pulcinella di Manlio Santanelli, regia di Maurizio Scaparro (1996)
- Missa de beatificatione, in onore di Padre Pio da Pietrelcina, musiche di Sergio Rendine (1999)
- Pierino e il lupo di Sergej Prokof'ev, orchestra del conservatorio di Terni
- Sole ventiquattr’ore, testo e regia di Paola Tiziana Cruciani (2000)
- I monologhi della vagina di Eve Ensler, regia di Emanuela Giordano (2001)
- Una serata indimenticabile, testo e regia di Paola Tiziana Cruciani (2003)
- My Fair Lady, musical, regia di Massimo Romeo Piparo (2004)
- Buonanotte mamma di Marsha Norman, regia di Nora Venturini (2007)
- Sottobanco di Domenico Starnone, regia di Claudio Boccaccini (2009)
- Lisistrata di Aristofane, regia di Stefano Artissunch (2011)
- A piedi nudi nel parco di Neil Simon, regia di Stefano Artissunch (2012)
- La Santa sulla scopa di Luigi Magni, regia di Renato Giordano (2013)
- Il buio in agguato, adattamento e regia di Claudio Boccaccini (2013)
- Girotondo di Arthur Schnitzler, regia di Francesco Branchetti (2014)
- Alla stessa ora il prossimo anno di Bernard Slade, regia di Giovanni De Feudis (2015)
- Ti amo... o qualcosa del genere, testo e regia di Diego Ruiz (2015)
- L'amore migliora la vita, testo e regia di Angelo Longoni (2015)
- L'inquilina del piano di sopra di Pierre Chesnot, regia di Stefano Artissunch (2016)
- Maleindirizzata di Joe Borini, regia di Antonello Avallone (2017)
- Alle 5 da me di Pierre Chesnot, regia di Stefano Artissunch (2018)
- Parzialmente stremate di Giulia Ricciardi, regia di Michele La Ginestra (2018)
- Pochi avvenimenti, felicità assoluta. Scene da un matrimonio, con EsTrio, drammaturgia di Maria Grazia Calandrone (2019)
- Diamoci del tu di Norm Foster, regia di Enrico Maria Lamanna (2020)
- S-Coppia d-istruzioni per l'uso, regia di Paolo Pasquini (2021)
- Dove ci sei tu di Kristen Da Silva, regia di Enrico Maria Lamanna (2022)
- Come sei bella stasera di Antonio De Santis, regia di Marco Rampoldi (2023)